# 砂泊諴秀
砂泊 諴秀（すなどまり かんしゅう、（本名: 兼平）1923年 - 2010年11月13日）は、日本の合気道家。植芝盛平の高弟。

## 略歴
大正12年鹿児島県に生まれる。1942年（昭和17年）、10代で植芝盛平の内弟子として入門する。太平洋戦争中の内弟子時代について、東京都中野区にあった憲兵学校への出張指導の随行役を務め、植芝盛平の数々の技を受けたことが大きな経験になったと語っている。なお、兄の砂泊兼基（『合気道開祖植芝盛平伝』（講談社、昭和44年）の著者）、姉の砂泊扶妃子（光恵）も植芝盛平の門弟である（※『合気道開祖植芝盛平伝』は「武の真人」と改題し、昭和56年にたま出版より出版された）。砂泊扶妃子は『合気道開祖植芝盛平伝』の著作にも深く関わっている。また直心影流薙刀の園部秀雄の門弟でもある。
諴秀は1954年（昭和29年）熊本市において合氣道万生館道場を開設、熊本市を中心に九州各県での合氣道の普及に尽力する。1961年（昭和36年）、植芝盛平より合気道9段を允可されるとともに、九州師範長に任命される。1969年（昭和44年）植芝盛平の死去を機に（財）合気会を離れ、「万生館合氣道」として独立。熊本市に本部道場を置き、合氣道普及につとめる。
合氣道の精神と技のあり方を一致させることを重視し、力を抜くことで相手と一体化する「呼吸力」の探求を続け、この「呼吸力」を伝えるため、稽古参加者全員に次々と手を取らせる指導方法を行った。対多人数、武器（木刀、杖など）を用いたハイスピードな演武は合氣道関係者のみならず広く武道界で注目されている。月に一度開催された有段者（交流）研修会には九州各地の他、関東地方などの支部道場から多くの門人が参加し、海外からの参加者もあった。
1999年（平成11年）1月11日、それまでの「万生館合氣道」を「合氣万生道」と改名。2008年（平成20年）1月11日、「万生館合氣道」と改名。
有段者（交流）研修会では晩年まで道場に立って指導を続け、若い門人にも丁寧な態度で親しく接した。2010年（平成22年）11月13日、熊本市の自宅において死去する（行年87歳）。
合氣道の技法について3冊、精神について4冊の著書がある。